# Megamyrmaekion vestigator
Megamyrmaekion vestigator är en spindelart som beskrevs av Simon 1908. Megamyrmaekion vestigator ingår i släktet Megamyrmaekion och familjen plattbuksspindlar.
Artens utbredningsområde är Western Australia. Inga underarter finns listade i Catalogue of Life.